# Heteropneustes kemratensis
Heteropneustes kemratensis är en fiskart som först beskrevs av Fowler, 1937.  Heteropneustes kemratensis ingår i släktet Heteropneustes och familjen Heteropneustidae. IUCN kategoriserar arten globalt som livskraftig. Inga underarter finns listade i Catalogue of Life.